# Коби Хасан
Коби Хасан (на иврит: קובי חסן; на английски: Kobi Hassan); (роден на 26 септември 1978 г. в Нетаня, Израел) е израелски футболист.

## Отличия
- Лига Artzit
  - Победител (1): 2006-07

- Купа Тото (Artzit)
  - Победител (1): 2006-07

- Купа Тото (Leumit)
  - Победител (1): 2010

- Лига Leumit
  - Победител (2): 2010-11, 2013-14
  - Втори (1): 2012-13

- Държавна купа на Израел
  - Втори (1): 2014